# Гайдамак (клипер)
«Гайдама́к» (рус. дореф. Гайдамакъ) — деревянный парусно-винтовой клипер Балтийского флота и Сибирской военной флотилии Российского императорского флота, построенный в Нортфлите на верфи Питчера. Относился ко второй серии российских клиперов, так называемой «зарубежной постройки». «Гайдамак» вступил в строй 20 декабря 1860 (1 января 1861) года. Совершил три путешествия на Дальний Восток России, а также участвовал в «Экспедиции русского флота к берегам Северной Америки». Принял участие в исследовании Дальнего Востока — участвовал в составлении описания заливов Восток, Америка, Анадырский, бухты Провидения; уточнил карту устья реки Анадырь; открыл названную в его честь бухту. Совместно со шхуной «Восток» положил начало борьбе с незаконной добычей иностранными судами морских биоресурсов в дальневосточных водах России. Вернувшись на Балтику, с 1882 по 1886 год «Гайдамак» использовался как блокшив, 11 (23) октября 1886 года исключён из списков флота.

## Постройка и испытания
В рамках выполнения судостроительной программы 1857 года исполняющий обязанности агента по заказам Морского министерства лейтенант А. А. Пещуров по представлению графа Е. В. Путятина 2 марта 1859 года заключил контракт с верфью Питчера в Нортфлите на постройку парового клипера для Российского императорского флота. А. А. Пещуров был назначен также наблюдающим за его постройкой. К постройке приступили в этом же месяце. Клипер строился по русским чертежам. Корабельным строителем выступил руководитель верфи инженер Питчер.
22 октября 1859 года строящийся клипер был зачислен в списки Балтийского флота под наименованием «Гайдамак». 28 марта 1860 года лейтенант А. А. Пещуров назначен на должность командира клипера. Наблюдать за постройкой клипера командирован мичман Колокольцов из 7 Флотского экипажа. В марте 1860 года экипаж, артиллерийские орудия и оборудование для «Гайдамака» прибыли на пароходе «Мина» в Лондон.
4 сентября 1860 года прошла торжественная церемония спуска клипера на воду в присутствии графа Е. В. Путятина, инженера Питчера и А. А. Пещурова. Для достройки и окончательной отделки клипер был переведён в доки Гринхайта. 17 октября А. А. Пещуров был произведён в чин капитан-лейтенанта. 19 декабря клипер отправился в устье Темзы на мерную милю. В ходе испытаний машины «Гайдамак» развил скорость в 12 узлов. Вечером этого же дня клипер вернулся для подготовки к переходу, согласно предписанию морского министра — «для следования на Дальний Восток, не заходя в Кронштадт». Приёмный акт был подписан А. А. Пещуровым 20 декабря, в этот же день на «Гайдамаке» был поднят Андреевский флаг и вымпел. Плохая погода задержала доставку снабжения и пороха из Лондона до 28 декабря. 29 декабря «Гайдамак» ушёл в Плимут.

## Конструкция
Водоизмещение клипера составляло 1094 тонны. Длина по верхней палубе составляла 64,9 метра, а по ватерлинии 61 метр. Ширина по мидельшпангоуту равнялась 9,3 метра, максимальная с обшивкой — 9,6 метра. Средняя осадка — 4,5 метра. Корпус был выстроен из дуба с применением сосны, тика и вяза. Движителем являлись паруса и один двухлопастной винт в специальной раме для подъёма, приводимый в движение паровой машиной в 250 сил. На вооружении были три гладкоствольные дульнозарядные 60-фунтовые пушки № 1 «бомбические» и четыре малые нарезные десантные орудия.
По штатному расписанию команда клипера состояла из 1 штаб-офицера, 5 обер-офицеров, 11 унтер-офицеров, 1 офицера корпуса флотских штурманов, 2 кондукторов корпуса морской артиллерии, 1 офицера корпуса инженер-механиков флота, 2 кондукторов корпуса инженер-механиков флота, 4 гардемаринов и юнкеров, 121 рядового, 1 нестроевого офицера, 4 ластовых рабочих, 1 священнослужителя — всего 154 человека.

## Служба

### Первое плавание на Дальний Восток

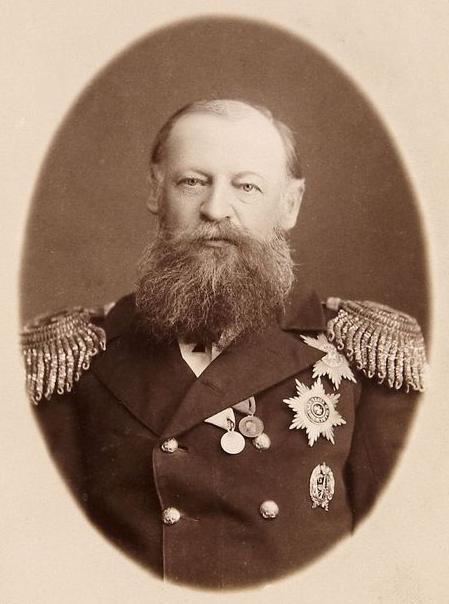
А. А. Пещуров в звании адмирала, после 1883 года

- капитан-лейтенант Алексей Пещуров (командир)
- лейтенант Ковалевский (старший офицер)
- лейтенант Колокольцов (вахтенный начальник)
- лейтенант Юрий Свиньин
- мичман Врангель
- мичман Меньшиков
- корпуса флотских штурманов прапорщик Александр Пашинников
- корпуса инженер-механиков флота прапорщик Свенторжецкий
- Зиневкий (судовой врач)
- гардемарин Пётр Дурново
- гардемарин Михаил Верховский
- кондуктор Сагитов
- кондуктор Недович
- Новгородского Хутынского монастыря иеромонах Венедикт

31 декабря 1860 года клипер отправился из Англии через Южную Америку на Дальний Восток России. Команда состояла из 8 офицеров, 4 гардемаринов и кондукторов, 139 нижних чинов, лекаря и священника. Пройдя полных 27 суток без остановки, в ночь с 27 на 28 января 1861 года клипер зашёл в залив Порту-Гранде (остров Сан-Висенти). Ещё на подходе к Минделу при подъёме винта упал за борт гардемарин Верховский, за ним в воду бросился кондуктор Сагитов, немногим позже обоих моряков подобрали, а А. А. Пещуров отметил поступок Сагитова как «редкий пример самоотверженности». 29 января «Гайдамак» ушёл в Рио-де-Жанейро. 6 февраля клипер пересёк линию экватора, и на следующий день был потерян винт с частью рамы при его подъёме. 19 февраля клипер под парусами прибыл в Рио-де-Жанейро. Для восстановительного ремонта рамы А. А. Пещуров связался с владельцем местного завода Мейерсом. Исправление рамы стоило 1200 рублей, она была готова к 16 марта. Установив раму и запасной разборный винт, 18 марта клипер оставил рейд и отправился через Индийский океан в Батавию (ныне Джакарта). Переход составил 56 дней. Погрузка угля в Батавии продолжалась до 16 мая. На следующий день «Гайдамак» ушёл в Гонконг, куда прибыл 31 мая. Приняв 153 тонны угля и пополнив припасы, 4 июня клипер взял курс на Шанхай. В Шанхае А. А. Пещуров совершил ряд официальных визитов и получил предписание от командующего эскадрой в Китайском море контр-адмирала И. Ф. Лихачёва следовать в Новгородскую гавань и занять брандвахтенный пост. Переход на Дальний Восток был омрачён смертью от «жёлтой горячки» мичмана Меньшикова и унтер-офицера Недовича.
В июле 1861 года по заданию подполковника В. М. Бабакина экипаж клипера более месяца провёл в заливе Петра Великого, исследуя и подробно описывая акваторию. При проведении работ в заливе Восток была обнаружена новая удобная для стоянки судов бухта, которую Алексей Алексеевич назвал в честь своего корабля — Гайдамак. Также в заливе были описаны и названы: в честь штурманского офицера А. А. Пашинникова мыс Пашинникова — северо-восточный входной мыс бухты Средняя и южная оконечность полуострова, отделяющий бухту Средняя от бухты Восток в заливе Восток; в честь командира клипера мыс Пещурова — западный мыс залива Восток; мыс Пушкина (ныне Пущина) — юго-восточный мыс бухты Средней.

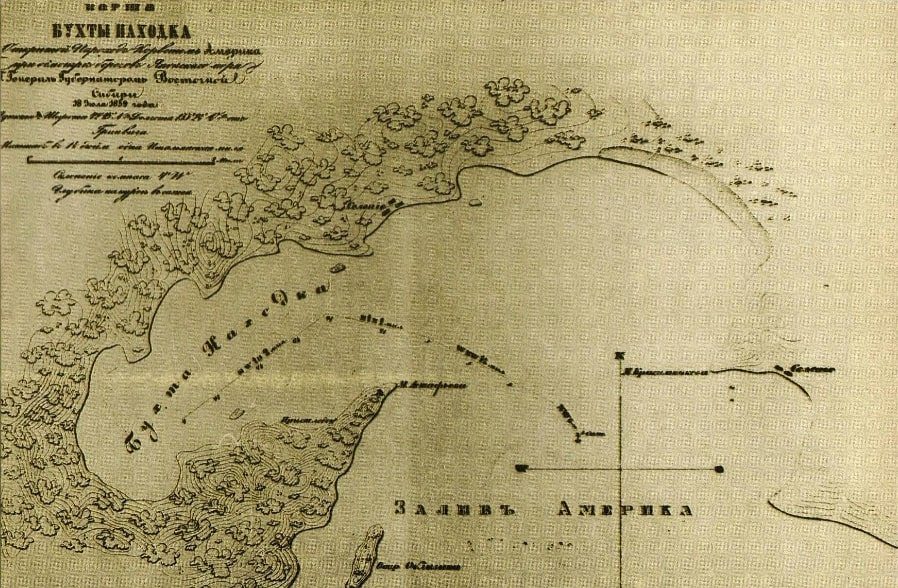
Первая карта бухты Находка

15 июля «Гайдамак» зашёл для обследования в бухту Врангеля. 17 июля паровой катер «Гайдамачик» с клипера был отправлен обратно в бухту Гайдамак для дальнейшего её изучения, а сам «Гайдамак» оставался ещё три дня, проводя исследования. 20 июля исследования продолжились в заливе Америка (ныне залив Находка) и бухте Находка. Стоя в бухте, А. А. Пещуров отметил: «Придёт время, бог даст, ещё на нашем веку, когда теперешняя тишина сменится тысячами звуков, которые сольются в непрерывный глухой шум торгового порта». Выполнив ряд астрономических наблюдений, 24 июля клипер пошёл в залив Восток, чтобы подобрать там катер. На входе в залив морякам открылся ранее не описанный мыс — из-за причудливой формы и необычного цвета А. А. Пещуров назвал его мыс Красных обрывов (ныне мыс Подосёнова). Когда к «Гайдамаку» ошвартовался катер, то штурманский офицер сообщил, что в западной части бухты Гайдамак обнаружена спокойная гавань. Её решено было назвать по паровому катеру — Гайдамачик, в настоящее время на берегу бухты расположился посёлок Южно-Морской. Ещё в течение двух дней шли работы в заливе, а катер с описью дошёл до бухты Средней. 26 июля на берег вышел отряд топографа унтер-офицера П. Кудрина, делавший по заданию подполковника В. М. Бабкина топографическую съёмку от Владивостока до бухты Врангеля. Передав некоторые данные своих исследований, А. А. Пещуров получил от Кудрина съёмку местности с горными хребтами и реками, а также обозначенными фанзами аборигенов. В этот же день «Гайдамак» проследовал в Новгородскую гавань. По итогам этой экспедиции был составлен атлас карт «Залив Восток с частью берега от этого залива до залива Америка и гавани Гайдамак».
Далее, направившись в Николаевск (ныне Николаевск-на-Амуре), клипер посетил заливы Святой Ольги (ныне залив Ольга) и Де-Кастри (ныне залив Чихачёва). В Николаевске Пещуров получил приказ доставить в Петропавловский порт (ныне Петропавловск-Камчатский) архиепископа Камчатского, Курильского и Алеутского Иннокентия. 22 августа «Гайдамак» подошёл к Дуэ для пополнения запаса угля. Уголь грузился в условиях открытого рейда в течение шести дней. 28 августа погрузка была окончена, и все готовились к отходу, но под натиском ветра, набравшего силу шторма, лопнул якорный канат и клипер начало тащить на скалы. Быстро отданный второй якорь ситуацию не спас, и корабль продолжило тащить. Тогда командир распорядился ставить паруса и направил клипер на ближайшую пологую отмель. Во время этого инцидента были потеряны гребной винт и руль. 1 сентября к клиперу подошёл пароходо-корвет «Америка» с контр-адмиралом И. Ф. Лихачёвым на борту, который осмотрел «Гайдамак». В сентябре военный губернатор Приморской области выслал на помощь транспорты «Японец» и «Манджур», которые доставили новые предписания капитан-лейтенанту А. А. Пещурову, а также провизию, зимнюю одежду для команды клипера и строительные материалы. Также на «Манджуре» к месту аварии для оценки ситуации прибыли военный инженер штабс-капитан Овсеенко и корабельный инженер подпоручик Титов. 20 сентября «Америка» вновь подошла к клиперу, и 22 числа была предпринята попытка стащить «Гайдамак» с мели, но плохая погода не позволила завершить эту операцию, и «Америка» с преосвященным Иннокентием на борту покинула залив. В связи с безуспешными попытками высвобождения клипера, приказом по Морскому министерству «Гайдамак» был исключён из списков Балтийского флота и рассматривались способы его разоружения и возможность использования в качестве склада, но начальник эскадры контр-адмирал А. А. Попов распорядился сохранить клипер. С этого момента клипер стали готовить к предстоящей зимовке. Команда также осталась зимовать на месте, свезя личные и казённые вещи в Дуэ. С 21 по 24 октября клипер втянули на берег с помощью установленных на берегу шпилей.
К весне 1862 года ахтерштевень был исправлен, а сам клипер начали готовить к выводу на чистую воду. В мае «Гайдамак» был зачислен в состав Сибирской флотилии. 10 мая пришёл клипер «Абрек» с контр-адмиралом А. А. Поповым на борту, 12 мая «Калевала» и «Японец». К 29 мая подготовительные работы были окончены, а водолазы с «Абрека» и «Калевалы» отыскали и подняли потерянный гребной винт. 29 мая начался вывод клипера с помощью «Калевалы», «Абрека» и «Японца». Первые попытки не увенчались успехом. 30 мая попытки возобновились уже с помощью подошедшей накануне вечером «Америки». Клипер поддался, и пострадавший «Гайдамак» стащили с мели. В честь успешного вызволения клипера архиепископ Иннокентий отслужил на берегу молебен и установил православный деревянный крест «в память об избавлении российских моряков от страшной опасности». В ночь с 31 мая на 1 июня «Америка» на буксире отвела «Гайдамак» на рейд Дуэ. 3 июня на клипере закончили навешивать перо руля. 5 июня «Америка» в сопровождении канонерской лодки «Морж» отвела его в Де-Кастри. Затем на «Америке» туда доставили вещи из Дуэ. 14 июня контр-адмирал А. А. Попов собрал на «Гайдамаке» совещание, в ходе которого было принято решение провести тщательный ремонт клипера в доках Шанхая. После подготовительных работ, оконченных к середине июля, клипер был отправлен под буксиром и парусами к месту ремонта в сопровождении «Абрека». 19 июня по пути в Шанхай клипер доставил в Японию назначенного флаг-капитаном при начальнике эскадры контр-адмирале А. А. Попове капитан-лейтенанта Д. С. Арсеньева. 30 августа «Гайдамак» был введён в док. После инспекции повреждений и составления плана работ с 6 сентября приступили к докованию. К 9 октября были завершены корпусные работы, к 11 октября была подогнана и установлена новая подъёмная рама гребного винта. 12 октября клипер вывели из дока. После конопати палуб и окраски с 19 октября начались ходовые испытания. Проба машины выявила ряд мелких неисправностей, которые исправили за день. Ходовые испытания следующего дня показали прекрасное рабочее состояние главных механизмов. 30 октября клипер ушёл из Шанхая в Нагасаки для соединения с эскадрой («Богатырь» (флагман), «Калевала», «Рында», «Новик», «Морж», «Сахалин»). 14 ноября «Гайдамак» был отправлен стационером в Гонконг, куда пришла английская эскадра. 27 ноября зашёл «Новик», следовавший в Манилу, с которого передали на «Гайдамак» запечатанный пакет от командующего эскадрой и распоряжение следовать туда же. Однако, А. А. Пещуров задержался в порту наблюдая за английскими кораблями, и вышел в море лишь 20 декабря. По прибытии в Манилу 24 декабря командиры двух кораблей вновь встретились и вскрыли свои пакеты — им предписывалось провести рекогносцировку в Южно-Китайском море и море Сулу, а также в других акваториях Индокитая.

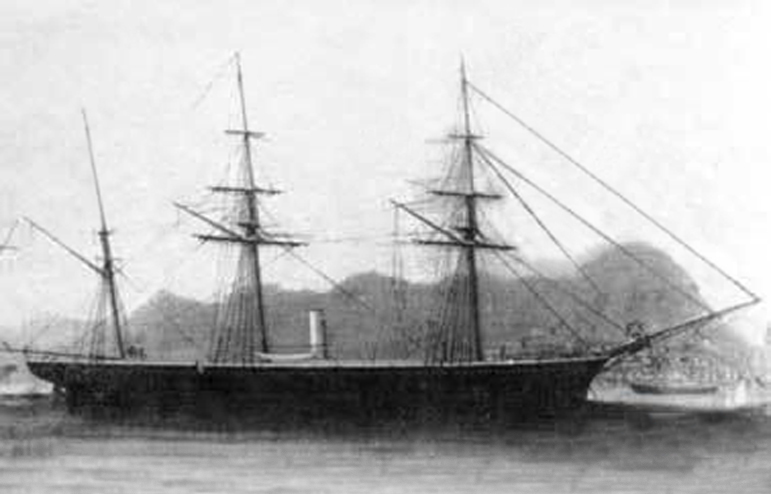
Клипер «Гайдамак»

С января 1863 года «Гайдамак» нёс службу вдоль Филиппинских островов и архипелага Сулу с целью изучения возможного театра боевых действий. 7 января «Новик» сел на мель, и «Гайдамак» помог ему сняться с неё. Далее «Гайдамак» и «Новик» посетили королевство Сиам, тем самым они стали первыми корабли Российской империи, посетившими эту страну. Корабли зашли в устье реки Чаупхрая. В Бангкоке русских офицеров принял король Сиама Рама IV и передал для Российского императора конверт с королевскими визитными карточками. Данный визит положил начало дружеским отношениям России и Сиама (впоследствии Таиланда). 22 января была отмечена бухта Лонг на острове Табиас как закрытая и вполне глубоководная и вместительная. В течение двух суток с кораблей производили промеры глубин и проводили артиллерийские учения с высадкой десанта. 26 января корабли пришли в Манилу. Далее они перешли в Сайгон, где оставались с 7 до 18 февраля. Во время стоянки в Сайгоне на клипер по распоряжению начальника Тихоокеанской эскадры А. А. Попова поступил на службу гардемарин К. М. Станюкович. Наблюдая покорение Индокитая французами, позже Константин Станюкович написал повесть «Вокруг света на „Коршуне“», где описал свои впечатления от увиденного. Далее командиры кораблей отправились в Гонконг для доклада контр-адмиралу Попову. Получив новые распоряжения, А. А. Пещуров с клипером перешёл в Шанхай. В мае контр-адмирал Попов перенёс свой брейд-вымпел на «Гайдамак» и отправился на нём в Хакодате, после чего обошёл порты Приморья и прибыл в Николаевск для встречи с командующим Сибирской флотилией контр-адмиралом П. В. Казакевичем. 8 июля из Морского министерства поступил приказ Н. К. Краббе «Немедленно сосредоточить все силы, чтобы по получении известия об открытии военных действий немедленно направить их на слабые и уязвимые места противника». 13 июля 1863 года «Гайдамак» официально исключён из Сибирской флотилии и восстановлен в списках Балтийского флота. 18 августа клипер вернулся в Николаевск после инспекционной поездки по портам Приморья. По прибытии его сразу же стали готовить к дальнему переходу, так как была получена секретная инструкция сосредоточить эскадру контр-адмирала Попова у Тихоокеанского побережья Северо-Американских Штатов.

### Первая экспедиция русского флота к берегам Северной Америки
Академик Р. И. Иванов так отмечал данную экспедицию русского флота: 
…визит русских эскадр был связан с восстанием в Польше, которое было использовано Англией, Францией и другими европейскими державами для резких дипломатических и военных демаршей против России.

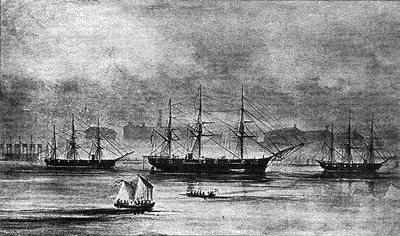
Корабли русской эскадры на рейде Сан-Франциско. Слева направо: «Рында», «Богатырь» и «Калевала»

В состав эскадры контр-адмирала А. А. Попова вошли: «Гайдамак» (капитан-лейтенант А. А. Пещуров), «Богатырь» (капитан 2-го ранга П. А. Чебышёв, с 29 сентября (вступил в должность 03.10.1863) К. Г. Скрыплёв), «Калевала» (капитан-лейтенант Ф. Н. Желтухин, с 1864 года капитан-лейтенант Карнеллан), «Рында» (капитан 2-го ранга Г. П. Сфурса-Жиркевич, с 21 ноября 1862 года лейтенант В. Г. Басаргин), «Новик» (капитан-лейтенант К. Г. Скрыплев в ночь с 14 на 15 сентября корабль потерпел крушение на подходе к Сан-Франциско, позже К. Г. Скрыплев был назначен А. А. Поповым командиром корвета «Богатырь»), «Абрек» (капитан 2-го ранга К. П. Пилкин). Позже в истории данный поход получил название «экспедиция русского флота к берегам Северной Америки». По инструкции, в случае военного вмешательства Англии в польский конфликт и начала военных действий с Британской империей, корабли должны были действовать на английских торговых линиях в Тихом океане для нанесения вреда их морской торговле и нападать на английские колонии. Также кораблям эскадры предписывалось оказывать военное содействие администрации А. Линкольна при появлении угрозы военно-морских сил южан:
В случае появления в порту какого-либо корсара, снаряжённого возмутившимися штатами, старший из присутствующих в порту командиров делает сигнал прочим судам „приготовиться к бою и развести пары“. Если же ворвавшийся в порт корсар прямо начнёт неприятельские действия, то старший из командиров тотчас должен дать сигнал прочим судам „сняться с якоря по способности“ и возмутителя общественного спокойствия атаковать.
В частности наибольшая угроза, как предполагалось, исходила от кораблей CSS Alabama и CSS Sumter.
18 августа «Новик» первым ушёл в Сан-Франциско из Хакодате, но 14 сентября вблизи мыса де-Лос-Рейес в тумане потерпел крушение. «Гайдамак» вышел из Николаевска 24 августа и 19 сентября пришёл в Сан-Франциско. Через два дня пришёл «Богатырь» под флагом контр-адмирала А. А. Попова. 24 сентября пришёл из Гонолулу «Калевала». «Рында» и «Абрек» подошли через неделю. К 29 сентября все корабли эскадры уже были на рейде. 11 октября команды кораблей участвовали в тушении крупнейшего пожара, по своей силе, масштабу и последствию не имевшего аналогов в истории города. В шханечном (бортовом) журнале «Гайдамака» была сделана запись: «Послали всю первую вахту на берег тушить пожар». Затем А. А. Попов перевёл корабли в Вальехо (Mare Island), где они прошли ремонт, перевооружение и подготовку к крейсерской войне, что обошлось казне в 88 000 долларов (примерно 130 000 рублей). Также в Россию были отправлены многие члены личного состава экипажей. По окончании ремонта корабли возвращались на рейд Сан-Франциско. Эскадра пробыла у американских берегов в общей сложности почти 10 месяцев.
23 апреля 1864 года «Гайдамак» по распоряжению начальника эскадры отправился на Балтику через Южную Америку (20 июля, после подавления восстания в Польше и установления контроля над большей частью территорий армией Северных Штатов, и остальные корабли эскадры были отозваны в Россию). 6 мая клипер зашёл в Акапулько для пополнения запаса угля, так как значительная часть перехода была сделана под парами из-за продолжительного штиля. 12 мая «Гайдамак» оставил порт, а 30 мая зашёл в бухту Уармей, так вновь уголь был на исходе, а в этой бухте можно было взять дрова. С 26 июня по 3 июля клипер находился с визитом в Вальпараисо. 18 июля «Гайдамак» вступил в Магелланов пролив, но погода не позволила пройти им, что заставило капитана идти вокруг мыса Горн. Сам мыс «Гайдамак» прошёл к ночи 21 июля и 12 августа зашёл на рейд Баии (ныне Салвадор), где оставался до 26 августа в ожидании из Рио-де-Жанейро клипера «Алмаз» из Атлантической эскадры контр-адмирала С. С. Лесовского. Через трое суток корабли пришли в Ресифи, где ожидали пароход с новыми инструкциями от начальника Атлантической эскадры. Получив их 1 сентября, корабли оставили побережье Бразилии и, совершив заходы в Порту-Гранде 12 сентября и Орту 23 сентября, 2 октября пришли на Спитхедский рейд. 8 октября «Гайдамак» и «Алмаз» ушли через Копенгаген в Кронштадт, куда прибыли 23 октября 1864 года.

### В составе Балтийского флота
После прихода клипер посетил управляющий Морским министерством Н. К. Краббе с инспекцией корабля и команды, после чего «Гайдамак» поставили к стенке и разоружили для зимовки. 1 января 1865 года состоялось награждение офицеров и членов команды корвета орденами и денежными премиями.

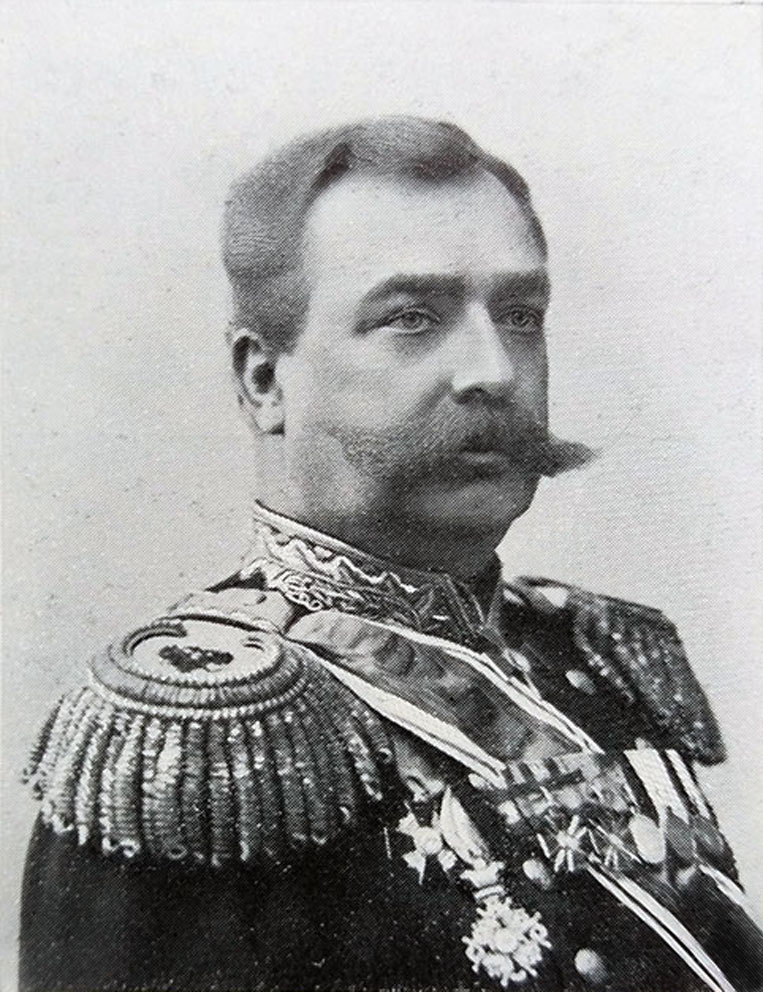
М. Е. Колтовский, после 1876 года

С началом навигации 1865 года «Гайдамак» остался в Кронштадте. В этом же году А. А. Пещуров был произведён в чин капитана 2-го ранга, а с 21 июля прикомандирован к Кораблестроительному департаменту. В конце года начался ремонт клипера с перевооружением на Кронштадтском пароходном заводе. В 1866 году на должность командира клипера назначен капитан-лейтенант М. Е. Колтовский. В ходе ремонта клипер получил новые котлы паровой машины, а в 1867 году были установлены три нарезные 6-дюймовые пушки образца 1867 года вместо трёх гладкоствольных «бомбических» 60-фунтовых пушек, также установили минное вооружение — мины на откидных шестах, тем самым «Гайдамак» стал первым клипером в Императорском флоте, который получил их.
2—3 июля 1869 года «Гайдамак» принял участие в Высочайшем смотре Балтийского флота на Транзундском рейде. Днём прошли артиллерийские учения. В качестве мишени использовался корпус клипера «Наездник». В ходе демонстрации применения минного вооружения «Гайдамак» атаковал старый клипер минами на откидных шестах. Совершив две атаки, он потопил его. К вечеру первого дня все корабли, участвовавшие в манёврах и императорская яхта «Штандарт», выстроились на рейде. «Гайдамак» занимал позицию на правом фланге построения. На следующий день все командиры были собраны на флагманском броненосном фрегате «Петропавловск». По возвращении в Кронштадт клипер стали готовить к новому походу на Тихий океан.

### Второе плавание на Дальний Восток
К осени 1869 года был сформирован отряд кораблей под командованием капитана 1-го ранга К. П. Пилкина в составе корвета «Боярин», клиперов «Гайдамак» и «Алмаз» для следования на Дальний Восток. 5 октября «Гайдамак» под командованием капитан-лейтенанта М. Е. Колтовского с остальными кораблями эскадры вышел из Кронштадта на Тихий океан. Для производства астрономических и магнитных наблюдений в ходе плавания на клипер был назначен лейтенант Елагин.
22 января 1870 года корабли прибыли в Багию (ныне Салвадор). 31 января «Алмаз» продолжил переход через Магелланов пролив, а «Гайдамак» и «Боярин» через мыс Доброй Надежды. Из Саймонстауна «Боярин» был отправлен в Австралию, а «Гайдамак» под брейд-вымпелом командира отряда ушёл в залив Посьета, куда прибыл 20 мая. В июне капитан 1-го ранга К. П. Пилкин был назначен командующим отрядом боевых кораблей в Тихом океане (корвет «Боярин», клипера «Гайдамак», «Всадник» и «Алмаз»). 23 июня клипер под флагом К. П. Пилкина отправился к острову Малый Шантар. 12 июля клипер зашёл в Тугурский залив, не дойдя до Тугурского острога из-за сплошного льда, клипер повернул на выход из залива. Далее проливом Лаперуза ушёл в Хакодате. После 10-дневной стоянки, клипер ушёл с инспекцией по портам Тихоокеанского побережья России. 22 августа «Гайдамак» стал на рейде Нагасаки. В этом порту К. П. Пилкин перенёс свой брейд-вымпел на «Всадник», а «Гайдамак» ушёл на ремонт в Шанхай. По окончании ремонта и вооружения клипер 10 ноября убыл с дружественным визитом в Мельбурн.
10 марта 1871 года «Гайдамак» стал на якорь в бухте Порт-Филлип. Во время пребывания в Мельбурне, в первый же день поддавшись «золотой лихорадке», охватившей Австралию ещё с 50-х годов XIX века, с корабля бежали один унтер-офицер и два матроса, после чего увольнения на берег были запрещены. После поисковой операции дезертиры были пойманы местными властями, а Константин Павлович указал в донесении данный инцидент как «происки агентов золотопромышленников». После официальных визитов клипер ушёл из Австралии 31 марта. Совершив ещё ряд визитов в порты Океании, 29 мая прибыл в Нагасаки. В Японии М. Е. Колтовский встретился с новым командующим отдельным отрядом судов в Тихом океане вице-адмиралом М. Я. Федоровским. С 10 июня «Гайдамак» был прикомандирован к Сибирской флотилии и поступил в распоряжение главного командира портов Восточного океана контр-адмирала А. Е. Кроуна с базированием на Владивосток. В течение четырёх месяцев «Гайдамак» курсировал между портами и постами России на Тихом океане, перевозя военные и гражданские грузы, а также переселенцев. 28 ноября клипер пришёл в Нагасаки для соединения с отрядом и подготовки для возвращения на Балтику.
4 января 1872 года «Гайдамак» вышел из Нагасаки курсом на Гонконг. Пополнив запас угля, клипер отправился дальше 12 января. В Кронштадт прибыл 30 мая этого же года, где находились корабли практической эскадры Балтийского флота.

### В составе Балтийского флота
22 июня 1872 года «Гайдамак» ушёл на Танзундский рейд для соединения с эскадрой и участия в парусном и артиллерийском учениях. По итогам гонки «Гайдамак» оказался быстрее флагманского «Петропавловска» на 2 минуты. 29 июня корабли ушли в Кронштадт — «Гайдамак» шёл в кильватере флагмана, что считается почётным. 3 июля состоялся Высочайший смотр государем-императором.
С августа «Гайдамак» состоял в отряде судов Морского училища и находился в плавании, после чего ушёл на зимовку в Кронштадт.

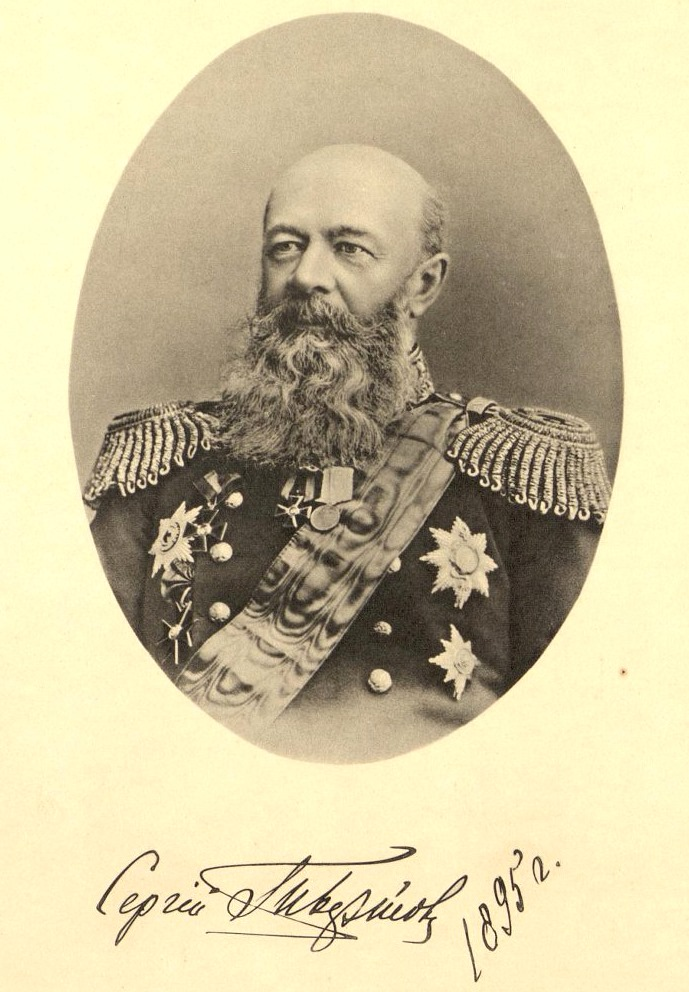
С. П. Тыртов в звании адмирала, после 1888 года

22 января 1873 года на должность командира «Гайдамака» был назначен капитан-лейтенант С. П. Тыртов. В мае корабль вступил в кампанию, и его начали готовить к новому плаванию на Дальний Восток.

### Третье плавание на Дальний Восток
21 октября клипер вновь отправился на Тихий океан. 9 сентября 1874 года «Гайдамак» прибыл во Владивосток, после чего перешёл на зимовку в Хакодате.
С наступлением навигации 1875 года клипер доставил в Нагасаки русского министра-резидента камергера двора Его Императорского высочества К. В. Струве для обмена ратификационными грамотами. Затем перешёл во Владивосток, где началась подготовка клипера к экспедиции на север — клипер «Гайдамак» и шхуна «Восток» были назначены обеспечить государственную монополию на прибрежную торговлю и пресекать незаконную добычу иностранными судами китов, рыбы и других морепродуктов. Это положило начало борьбе с морскими браконьерами в Дальневосточных водах России. Помимо крейсерских задач, в обязанности вменялось проведение гидрографических работ. Также, по особому распоряжению К. В. Струве, Сергею Петровичу предписывалось собирать сведения о русских на Курилах. Работы по установке хронометрической связи различных пунктов русского побережья с японскими и китайскими портами в Японском, Жёлтом и Охотском морях возглавил лейтенант М. Л. Онацевич. Также на борту находился учёный секретарь Сибирского отдела Императорского Русского Географического общества, наделённый особыми полномочиями К. К. Нейман

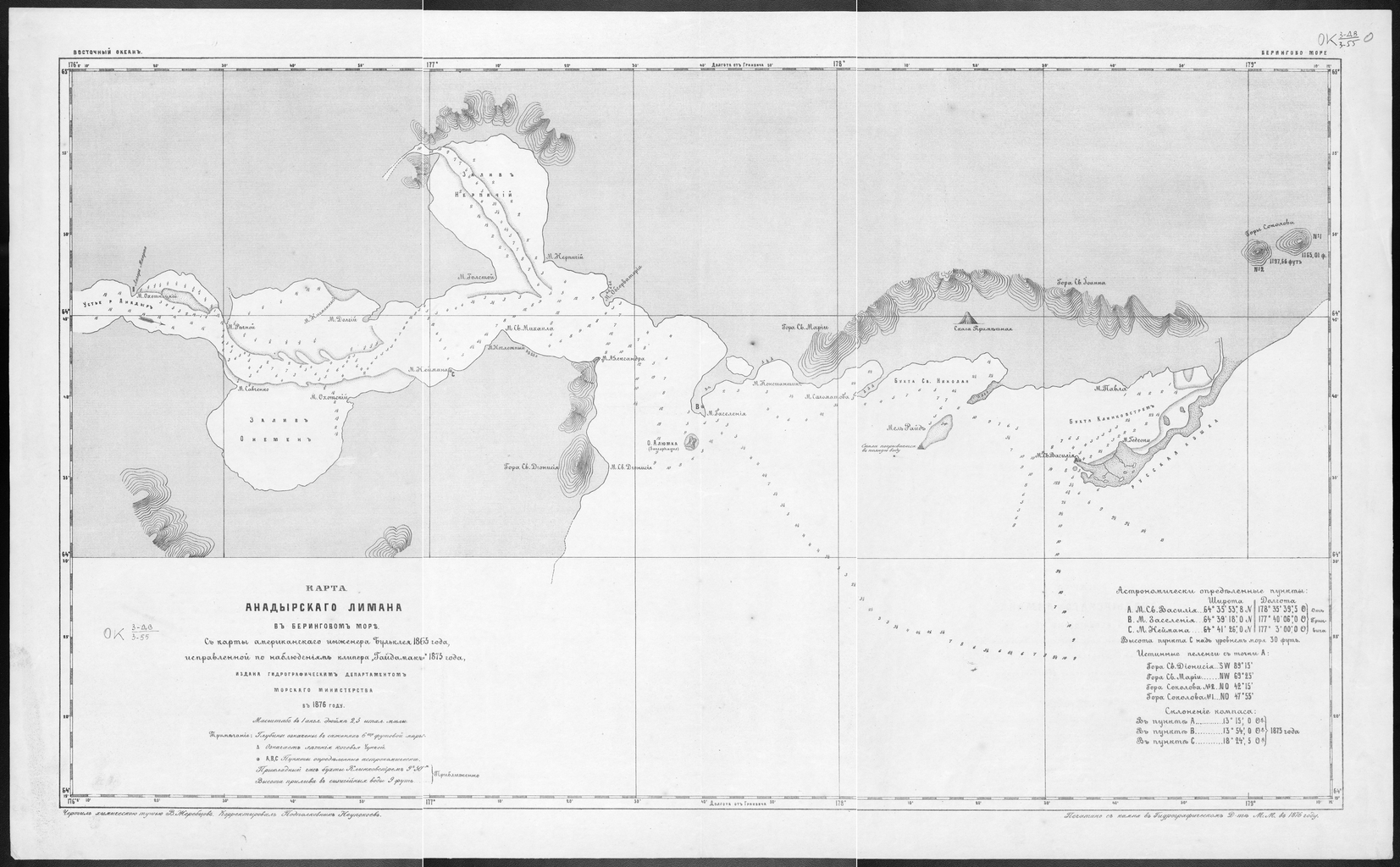
Исправленная, с учётом наблюдений, сделанных с клипера «Гайдамак» в 1875 году, карта устья реки Анадырь

C 4 по 6 июня переход из Владивостока в Хакодате. После пополнения запаса угля и провизии, клипер отправился в Петропавловский порт, где пробыл с 15 по 25 июня. Оттуда, преодолев труднейшие ледовые условия, клипер зашёл в Тугурский залив, а к 7 июля достиг Анадырской губы. В июле — августе были проведены гидрографические работы в Анадырском заливе и к северу от него; была произведена первая опись бухты Провидения; уточнена карта устья реки Анадырь, составленная ещё в 1815 году американским инженером Балкли; в заливе Лаврентия был перехвачен американский купеческий корабль «Тимандра», с которого обменивали алкоголь на моржовую кость. 3 августа «Гайдамак» достиг Берингова пролива, 4 августа вышел в Северный Ледовитый океан и посетил чукотское селение Улеген. Так как угля оставалось мало, 5 августа командир принял решение не идти до Врангелевой земли, а повернуть назад. Далее «Гайдамак» крейсировал под парусами в Охотском море до 16 августа и 19 числа пришёл к острову Беринга, где были собраны сведения о местных жителях и их промысле. В Петропавловский порт клипер прибыл 24 числа и участвовал в торжествах, посвящённых 21-й годовщине обороны Петропавловска, после чего вновь вышел в море. 31 августа в Охотском море был встречен японский корвет «Ниссин-кан», на котором были японская и русская комиссии по приёмо-сдаче Курильских островов. Комиссию возглавлял Н. Г. Матюнин. При встрече корабли салютовали друг другу двадцать одним залпом. 10 сентября комиссия высадилась на остров Симушир. Во время разыгравшегося шторма японский корабль получил повреждения, и дальнейшие запланированные инспекторские проверки других островов не были осуществлены. Пройдя вдоль Курильской гряды, 17 сентября корабли стали на якорь в гавани Хакодате. Из Японии клипер вновь отправился в крейсерство на север. Во Владивосток он вернулся 10 октября. За данную экспедицию капитан-лейтенант С. П. Тыртов 1 января 1876 года был награждён орденом Святой Анны 2-й степени.
Зимовку на 1876 год клипер провёл в Японии, после чего вернулся во Владивосток и поступил в распоряжение контр-адмирала О. П. Пузино. Под его брейд-вымпелом «Гайдамак» обошёл вдоль побережья залива Петра Великого, проведя дополнительный осмотр заливов Посьета и Стрелок.

### Вторая экспедиция русского флота к берегам Северной Америки
В ходе 1876 года отношения между Россией и Великобританией стали ухудшаться из-за поддержки Россией антитурецких выступлений на Балканах и нависла реальная угроза начала боевых действий британского флота против России. Для действий на морских коммуникациях Великобритании, по образу «Первой американской экспедиции» были собраны и отправлены две эскадры к атлантическому и тихоокеанскому побережьям Северной Америки. «Гайдамак» вошёл в Тихоокеанский отряд под командованием контр-адмирала О. П. Пузино, соединённый из кораблей эскадры Тихого океана и Сибирской флотилии.
Отряд начал формироваться с 9 октября 1876 года. В его состав вошли: корвет «Баян»; клипера «Всадник», «Гайдамак», «Абрек»; канонерская лодка «Горностай»; транспорт «Японец»; шхуны «Тунгус», «Ермак», «Восток». 15 октября большая часть отряда отправилась к Сан-Франциско, и уже к 25 декабря соединились на рейде этого порта. В начале 1877 года в САСШ прибыли канонерская лодка «Горностай», корвет «Баян» и транспорт «Японец». По плану, разработанному контр-адмиралом О. П. Пузино, корабли должны были провести бомбардировку Ванкувера, после чего «Гайдамак» с другими клиперами уходил к берегам Австралии и приступал к крейсерским операциям вдоль её восточного и юго-восточного побережья.
Предпринятые действия России способствовали нормализации отношений между с Великобританией, и последняя не пошла на открытый конфликт, заявив о своём невмешательстве. И 30 апреля командующий отрядом получил указания покинуть американские порты и вернуться к обычному несению службы. К лету 1877 года «Гайдамак» вернулся в Россию.

### Дальнейшая служба
С 1877 года клипер «Гайдамак» был включён в состав отряда контр-адмирала О. Р. Штакельберга. В конце 1870-х годов клипер на несколько лет поступил в распоряжение российского посланника министра-резидента в Японии и базировался на Иокогаму.
К осени 1880 года клипер вошёл в состав эскадры командующего всеми русскими морскими силами на Тихом океане, которая получила название Эскадра Тихого океана адмирала С. С. Лесовского.

### Окончание службы
После разоружения в 1882 году, клипер использовался как блокшив. Приказом генерал-адмирала № 16 от 16 февраля 1885 года «Варяг», «Воевода», «Изумруд», «Гайдамак» и парусный транспорт «Гиляк» предписывалось сдать к Кронштадтскому порту. Приказом генерал-адмирала № 114 от 11 октября 1886 года «Гайдамак», «Севастополь» и «Изумруд» исключили из списков кораблей Балтийского флота по непригодности к дальнейшей службе и продали на слом.

## Известные люди, служившие на корабле

### Командиры
- 28.03.1860—04.10.1865[61] лейтенант, с 17.10.1860 капитан-лейтенант, с 1865 года капитан 2-го ранга А. А. Пещуров[62]
- 04.10.1865[61]—22.01.1873[63] капитан-лейтенант, с 1 января 1872 года капитан 2-го ранга М. Е. Колтовский[64][65]
- 22.01.1873—??.??.1882 капитан-лейтенант, с 18 июля 1879 капитан 2-го ранга С. П. Тыртов[66]

### Старшие офицеры
- 14.09.1868—06.06.1872 лейтенант (с 16.04.1872 капитан-лейтенант) Ф. К. Авелан[67]
- 10.04.1882—??.??.1882 лейтенант Г. П. Чухнин[68]

### Другие должности
- ??.??.1860—??.??.1864 штурманский офицер корпуса флотских штурманов (КФШ) прапорщик, с 1861 года КФШ подпоручик А. А. Пашинников[28]
- ??.??.1863—??.??.1863 мичман К. Н. Назимов[69]
- ??.??.1862—??.??.1862 мичман М. П. Верховский[70]
- 11.10.1863—23.10.1864 вахтенный офицер лейтенант Ф. К. Авелан[67]
- ??.??.1863—23.10.1864 мичман М. П. Верховский
- ??.??.1863—??.??.186? мичман М. А. Ахлёстышев
- 21.04.1864—27.06.1864 вахтенный офицер мичман П. Н. Дурново[9]
- ??.??.1864—??.??.1865 вахтенный начальник мичман А. К. Деливрон

Проходили морскую практику (обучение)
- ??.03.1860—04.10.1861 гардемарин М. П. Верховский
- 17.10.1860—04.10.1861 гардемарин П. Н. Дурново[9]
- ??.??.1863—04.08.1863 гардемарин К. М. Станюкович[71]
- ??.??.186?—21.04.1864 гардемарин А. А. Бирилёв[72]
- 09.05.1869—??.??.1869 гардемарин А. А. Вирениус[73]

## Память
- Гайдамак — бухта в западной части залива Восток, залив Петра Великого, Японское море[74].
- Гайдамак — оконечный мыс косы Пловер, бухта Провидения, Берингово море[75].
- В 1862 году архиепископ Иннокентий установил на берегу православный деревянный крест «в память об избавлении российских моряков от страшной опасности»[19].
- В 2011 году рядом с крестом, установленным архиепископом, была поставлена православная часовня[19].

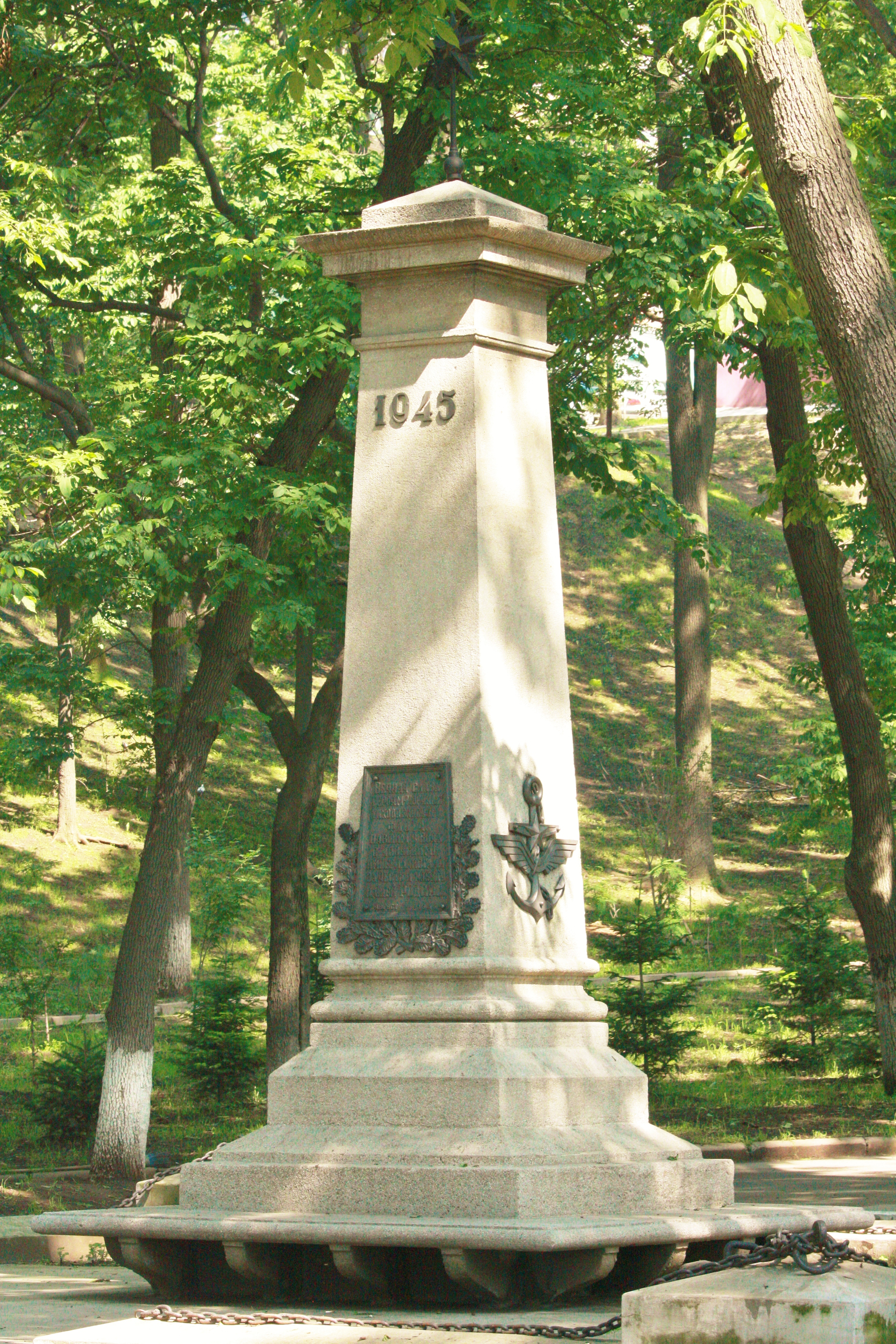
Памятник в Гайдамакском сквере

- Гайдамак — бывшая улица Экипажной слободки во Владивостоке, заканчивалась слободка Гайдамакским оврагом, также названным в честь клипера «Гайдамак»[76].
- Гайдамакский сад — общественный сквер во Владивостоке, разбитый после засыпки в 1908 году Гайдамакского оврага. В настоящее время в сквере установлен памятник погибшим морякам Тихоокеанского флота, погибшим в 1945 году в боях с Японией[76].
- Гайдамак — остановка наземного общественного транспорта во Владивостоке, располагается в районе Гайдамакского сада[76].
- Гайдамак — станция ДВЖД, Владивосток[77].
- Клипер «Гайдамак» изображён на реверсе серебряной коллекционной монеты из серии «Моя родина — Россия». На аверсе изображено здание владивостокского телеграфа. Монета выпущена тиражом 400 экземпляров в 2013 году в Гонконге эмитентом «Мега Пауэр Гонконг Групп». Диаметр монеты 45 мм, вес 23 грамма. Проба серебра — 999, номинал 50 копеек правительства Братьев Меркуловых. Дизайнер монеты — Ирэн Тер Саркисян[78].
- Чертежи и планы клипера хранятся в РГА ВМФ[79][80][81][82][83][84][85]

В изобразительном искусстве
- Неизвестный китайский художник — «„Гайдамак“ у берегов Китая» (картина хранится в ЦВММ)
- художник А. Ю. Заикин (работы иллюстрируют статью «Одиссеи клипера „Гайдамак“» в журнале «Гангут» за 2009 год № 51)[86]:
  - «Клипер „Гайдамак“ на рейде Шанхая»
  - «„Гайдамак“ в Японских водах»
- художник В. И. Шиляев:
  - «Клипер „Гайдамак“ в бухте Золотой Рог, 1874 г», 2001 год, орг., м., 70 × 100[87]
  - «Клипер „Гайдамак“ в океане», 2001 год, орг., м., 70 × 100[88]
  - «Клипер „Гайдамак“»,2003 год, орг., м., 100 × 150[89]
  - «Клипер „Гайдамак“ в бухте Врангель», 2004 год, орг., м., 49,5 × 64,5[90]
  - «Клипер „Гайдамак“ в бухте Врангеля», 2008 год, орг., м., 60 × 80[91]
  - «Клипер „Гайдамак“ в океане», 2008 год, орг., м., 50 × 70[92]
  - «Клипер „Гайдамак“ в заливе Америка», 2011 год, к., паст., 31 × 44[93] (данная работа хранится в музее ТОФ во Владивостоке)
  - «Клипер „Гайдамак“. Тихоокеанский флот России», х., м.[94]
  - «Визит Тихоокеанской эскадры („Гайдамак“, „Алмаз“, „Витязь“) в Гонконг»[95]
- Издательством «Гангут» была выпущена почтовая открытка размером 10×15 с репродукцией картины художника А. Троня «Клипер „Гайдамак“ на Темзе. 1860 год»[96].

### Книги
- Шепчугов П. И. Очерки истории города Находки. — Владивосток, 2008. — С. 3—4.
- Соломонов Б. Последний поход корвета или жертва неначавшейся войны (рус.) // Флотомастер : Журнал. — 1997. — № 2.
- Обзор заграничных плаваний судов русского военного флота в 1850-1868 годах. — СПб.: Типография Морского Ведомства в Главном Адмиралтействе, 1871. — Т. I. — 702 с.
- Обзор заграничных плаваний судов русского военного флота в 1850-1868 годах. — СПб.: Типография Морского Ведомства в Главном Адмиралтействе, 1871. — Т. II. — 752 с.
- Степанов А. И. «Гайдамак» // Русский берег. Морской топонимический справочник. — Владивосток: Дальневосточное книжное издательство, 1976. — 190 с.
- Варавва В. В. Клипер «Гайдамак» (1860—1886): сборник документов и статей. — Владивосток: Рея, 2011. — 334 с. — (Здесь начинается Россия). — 500 экз. — ISBN 978-5-91849-034-1.
- Груздев А. И. Береговая черта: имя на карте. Морской топонимический словарь Приморского края. — Владивосток: Дальнаука, 1996. — 244 с.
- Бородин А. Петр Николаевич Дурново. Русский Нострадамус. — М.: Алгоритм, 2013. — 448 с. — 1000 экз. — ISBN 978-5-4438-0460-6.
- Максименко Б. В. Россия в судьбах. — Ridero. — ISBN 9785447478483.
- Латышев В., Дударец Г. Государственный канцлер А. М. Горчаков и решение сахалинского вопроса / научный редактор Т. П. Роон. — Южно-Сахалинск: ГБУК «Сахалинский областной краеведческий музей», 2015. — 520 с. — ISBN 978-1-329-12964-1.
- Гаврилов С. В. Камчатское наследие. Исторические очерки. — Петропавловск-Камчатский: Камчатский печатный двор, 2006.
- Семёнов П. П. История полувековой деятельности Императорского Русского Географического Общества. 1845—1895. — СПб.: Типография В. Безобразова и Ко, 1896. — Т. II.
- Крестьянинов В. Я. 2-я и 3-я Американские экспедиции // Крейсера Российского Императорского флота 1856—1917. Часть 1.. — М.: Галея Принт, 2009. — 292 с. — 500 экз. — ISBN 978-5-81720-128-4.
- Широкорад А. Б. Россия — Англия: неизвестная война, 1857–1907. — М.: ACT, 2003. — 512 с. — 5000 экз. — ISBN 5–17–017796–8.

### Статьи
- Мизь Н. Бросил клипер якорь на остановке «Гайдамак» (рус.). — Владивосток: Vladnews.ru, 2011.
- Соболев В. С. Андреевский флаг на рейде Сан-Франциско (рус.) // Гангут : Журнал. — СПб., 2002. — № 31.
- Томас Д. История главной улицы Владивостока (рус.) // Исторический портал «Старый Владивосток». — Владивосток: РИА PrimaMedia, 1998. — 10 февраля. Архивировано 12 марта 2017 года.
- Тюрин А. Н. Топонимы особо охраняемых природных территорий залива Петра Великого (рус.) // Биота и среда заповедников Дальнего Востока : Журнал. — Владивосток: ФАНО России ДВО РАН, 2015. — № 5.
- «Восток» и «Гайдамак» (рус.) // Биота и среда заповедников Дальнего Востока (Biodiversity and Environment of Far East Reserve) : Журнал. — Владивосток: ФАНО России ДВО РАН, 2015. — № 2. — С. 21—87.
- Ликин Ю. А. «Одиссеи клипера „Гайдамак“» (рус.) // Гангут : Журнал. — СПб.: Гангут, 2009. — № 51. — С. 59—78.
- Ликин Ю. А. Винтовой клипер «Гайдамак» (рус.) // Морская Кампания : Журнал. — «ВЭРО Пресс», 2017. — № 10.
- Александр Абрамов. Гардемарин Римский-Корсаков, вперед на Нью-Йорк! (рус.) // «Родина» : Журнал. — М.: Российская газета, 2017. — Вып. 417, № 4. — С. 61—62.
- Юрий Кириллов. Русские в США (рус.) // «150 лет Владивостоку». — Владивосток, 2015.
- Доганов С. М., Тюрин А. Н. Топонимы особо охраняемых природных территорий залива Петра Великого. Часть 2. Морской заказник «Залив Восток» (рус.) // «Дальневосточный морской биосферный заповедник ДВО РАН» : Журнал. — Владивосток, 2015. — № 5. — С. 114—122. — ISSN 2227-149X.
- журнал «Морской сборник», № 4 — 9 1860 года
- Русский берег: История географических названий
- РГАВМФ Ф.410. Оп.2. Д.2692
- РГАВМФ Ф.17. Оп.1. Д.263
- РГАВМФ Ф.870. Оп.1. ДД.2072, 8802